# Il falco d'oro
Il falco d'oro è un film del 1955, diretto da Carlo Ludovico Bragaglia, tratto dal romanzo Don Gil dalle calze verdi di Tirso de Molina.

## Trama
Siena, 1600: un odio secolare divide le famiglie Montefalco e Della Torre. Per porre fine a questo stato di cose, si pensa a un matrimonio tra Massimo Montefalco e Ines Della Torre, ma una fanciulla, Fiammetta, fugge da un castello per mandare a monte le nozze. Lei, innamorata di Massimo, si traveste da Falco d'oro e cerca di combinare guai tali da far passare il giovane per colpevole e infatti poco dopo viene arrestato. Ines però non vuole rinunciare al matrimonio; Massimo viene liberato dopo qualche giorno. Fiammetta non si dà per vinta e gli propina un sonnifero facendolo trovare al mattino seguente tra le braccia di una compiacente servetta. Dopo alterne vicende egli, però, si convincerà dell'amore di Fiammetta e rinuncerà a Ines per sposare lei. Per Ines sarà pronto un altro sposo, mentre il vecchio Della Torre andrà a nozze con Gertrude di Montefalco, rimasta vedova.

## Produzione
Il film, iscritto al Pubblico registro cinematografico con il n. 1.612, venne presentato alla Commissione di revisione cinematografica il 14 dicembre 1955 e ottiene il visto censura 20.541 del 17 dicembre 1955, con una lunghezza della pellicola di 2.480 metri.

## Distribuzione
Venne distribuito nel circuito cinematografico italiano il 23 dicembre del 1955.
Venne proiettato anche in Germania con il titolo Der goldene Falke.

## Accoglienza
Incassò 245530000 L. dell'epoca.